# Cap Bougaroun
Cap Bougaroun är en udde i Algeriet.   Den ligger i provinsen Skikda, i den norra delen av landet, 300 km öster om huvudstaden Alger.
Terrängen inåt land är kuperad. Havet är nära Cap Bougaroun norrut.